# Mesoregionen und Mikroregionen in Goiás
Das brasilianische Institut für Geographie und Statistik (IBGE) unterteilte von 1989 bis 2017 den Bundesstaat Goiás zu rein geostatistischen Zwecken in fünf Mesoregionen und in 18 Mikroregionen. Diese Regionen erfüllten keine administrativen politischen Funktionen, sondern dienten lediglich dem IBGE zu statistischen Zwecken.

## Die Mesoregionen
| Mesoregion     | Karte |
| -------------- | ----- |
| Nordwest-Goiás |       |
| Nord-Goiás     |       |
| Zentral-Goiás  |       |
| Ost-Goiás      |       |
| Süd-Goiás      |       |

Goiás wurde vom IBGE in fünf Mesoregionen unterteilt:
1. Nordwest-Goiás (portugiesisch Noroeste Goiano)
2. Nord-Goiás (portugiesisch Norte Goiano)
3. Zentral-Goiás (portugiesisch Centro Goiano)
4. Ost-Goiás (portugiesisch Leste Goiano)
5. Süd-Goiás (portugiesisch Sul Goiano)

Die folgende Tabelle zeigt die Flächen- und Einwohneranteile nach Mesoregionen in Goiás:
| Mesoregion     | Fläche (km²) | %-Anteil | Einwohner 2005 | %-Anteil 2005 |
| -------------- | ------------ | -------- | -------------- | ------------- |
| Nordwest-Goiás | 55.841       | 17,0     | 216.528        | 4,1           |
| Nord-Goiás     | 56.763       | 17,3     | 281.061        | 5,4           |
| Zentral-Goiás  | 41.039       | 12,5     | 2.924.950      | 55,8          |
| Ost-Goiás      | 55.665       | 17,0     | 1.063.068      | 20,3          |
| Süd-Goiás      | 118.329      | 36,1     | 751.818        | 14,4          |

Nachstehende Tabelle zeigt alle Agrarprodukte, welche vom IBGE für ganz Brasilien erhoben werden. Sie zeigt die Produktionsmenge in Tonnen für das Jahr 2008 für alle in Goiás angebauten Agrarprodukte (ohne Früchte), aufgeteilt in die fünf Mesoregionen von Goiás.
| Produkt                | NW-Goiás | Nord-Goiás | Zentral-Goiás | Ost-Goiás | Süd-Goiás  | Total      |
| ---------------------- | -------- | ---------- | ------------- | --------- | ---------- | ---------- |
| Ananas (1.000 Stück)   | 1.638    | 1.502      | 39.905        | 1.200     | 7.939      | 52.184     |
| Baumwolle (t)          | 4.175    |            |               | 27.340    | 255.235    | 286.750    |
| Bohnen (Fava) (t)      |          |            |               |           |            |            |
| Bohnen (Feijão) (t)    | 5.882    | 13.651     | 12.515        | 117.941   | 70.460     | 220.449    |
| Erbsen (t)             |          |            |               | 1.400     |            | 1.400      |
| Erdnuss (t)            |          |            |               |           | 6.389      | 6.389      |
| Flachs (Saatgut) (t)   |          |            |               |           |            |            |
| Gerste (t)             |          |            |               |           |            |            |
| Hafer (t)              |          |            |               |           |            |            |
| Jute (Faser) (t)       |          |            |               |           |            |            |
| Kartoffel (t)          |          | 3.600      |               | 165.200   | 21.350     | 190.150    |
| Knoblauch (t)          |          |            | 905           | 15.900    | 6.525      | 23.330     |
| Malva (Faser) (t)      |          |            |               |           |            |            |
| Mais (Korn) (t)        | 47.617   | 139.310    | 397.784       | 880.009   | 3.636.823  | 5.101.543  |
| Maniok (t)             | 61.575   | 74.067     | 184.329       | 75.855    | 75.764     | 471.590    |
| Melone (t)             |          |            |               |           |            |            |
| Rami (Faser) (t)       |          |            |               |           |            |            |
| Reis (t)               | 23.191   | 25.057     | 57.680        | 66.368    | 66.269     | 238.565    |
| Rizinusöl (weich) (t)  |          |            |               | 669       | 206        | 875        |
| Roggen (t)             |          |            |               |           |            |            |
| Sojabohne (Korn) (t)   | 51.412   | 212.400    | 78.366        | 806.490   | 5.456.137  | 6.604.805  |
| Sonnenblumen (t)       |          | 510        |               | 180       | 26.265     | 26.955     |
| Sorghum (Getreide) (t) | 7.980    | 26.140     | 10.090        | 58.499    | 712.260    | 814.969    |
| Süßkartoffel (t)       |          |            | 220           |           |            | 220        |
| Fumo (em folha) (t)    |          |            |               |           | 160        | 160        |
| Tomate (t)             |          |            | 294.930       | 279.635   | 574.130    | 1.148.695  |
| Triticale (Korn) (t)   |          |            |               |           |            |            |
| Wassermelone (t)       | 15.760   | 12.900     | 183.631       | 1.500     | 29.900     | 243.691    |
| Weizen (t)             |          |            |               | 69.870    | 16.595     | 86.465     |
| Zuckerrohr (t)         | 13.600   | 141.020    | 9.615.029     | 1.376.128 | 21.966.432 | 33.112.209 |
| Zwiebel (t)            |          | 40.500     | 8.000         | 8.200     |            | 56.700     |

## Geographische Aufteilung in Mikroregionen und Gemeinden
| Mesoregion                    | Mikroregion            | Karte | Gemeinden (municípios) |
| ----------------------------- | ---------------------- | ----- | --- |
| Zentral-Goiás (Centro Goiano) | Anápolis               |       | Anápolis, Araçu, Brazabrantes, Campo Limpo de Goiás, Caturaí, Damolândia, Heitoraí, Inhumas, Itaberaí, Itaguari, Itaguaru, Itauçu, Jaraguá, Jesúpolis, Nova Veneza, Ouro Verde de Goiás, Petrolina de Goiás, Santa Rosa de Goiás, São Francisco de Goiás, Taquaral de Goiás                                        |
| Zentral-Goiás (Centro Goiano) | Anicuns                |       | Adelândia, Americano do Brasil, Anicuns, Aurilândia, Avelinópolis, Buriti de Goiás, Firminópolis, Mossâmedes, Nazário, Sanclerlândia, Santa Bárbara de Goiás, São Luís de Montes Belos, Turvânia |
| Zentral-Goiás (Centro Goiano) | Mikroregion Ceres      |       | Barro Alto, Carmo do Rio Verde, Ceres, Goianésia, Guaraíta, Guarinos, Hidrolina, Ipiranga de Goiás, Itapaci, Itapuranga, Morro Agudo de Goiás, Nova Glória, Nova América, Pilar de Goiás, Rialma, Rianápolis, Rubiataba, Santa Isabel, Santa Rita do Novo Destino, São Luíz do Norte, São Patrício, Uruana         |
| Zentral-Goiás (Centro Goiano) | Goiânia                |       | Abadia de Goiás, Aparecida de Goiânia, Aragoiânia, Bela Vista de Goiás, Bonfinópolis, Caldazinha, Goianápolis, Goiânia, Goianira, Guapó, Hidrolândia, Leopoldo de Bulhões, Nerópolis, Santo Antônio de Goiás, Senador Canedo, Terezópolis de Goiás, Trindade                                                       |
| Zentral-Goiás (Centro Goiano) | Iporá                  |       | Amorinópolis, Cachoeira de Goiás, Córrego do Ouro, Fazenda Nova, Iporá, Israelândia, Ivolândia, Jaupaci, Moiporá, Novo Brasil |
| Nord-Goiás (Norte Goiano)     | Chapada dos Veadeiros  |       | Alto Paraíso de Goiás, Campos Belos, Cavalcante, Colinas do Sul, Monte Alegre de Goiás, Nova Roma, São João d’Aliança, Teresina de Goiás |
| Nord-Goiás (Norte Goiano)     | Porangatu              |       | Alto Horizonte, Amaralina, Bonópolis, Campinaçu, Campinorte, Campos Verdes, Estrela do Norte, Formoso, Mara Rosa, Minaçu, Montividiu do Norte, Mutunópolis, Niquelândia, Nova Iguaçu de Goiás, Porangatu, Santa Tereza de Goiás, Santa Terezinha de Goiás, Trombas, Uruaçu                                         |
| Ost-Goiás (Leste Goiano)      | Entorno de Brasília    |       | Abadiânia, Água Fria de Goiás, Águas Lindas de Goiás, Alexânia, Cabeceiras, Cidade Ocidental, Cocalzinho de Goiás, Corumbá de Goiás, Cristalina, Formosa, Luziânia, Mimoso de Goiás, Novo Gama, Padre Bernardo, Pirenópolis, Planaltina, Santo Antônio do Descoberto, Valparaíso de Goiás, Vila Boa, Vila Propício |
| Ost-Goiás (Leste Goiano)      | Vão do Paranã          |       | Alvorada do Norte, Buritinópolis, Damianópolis, Divinópolis de Goiás, Flores de Goiás, Guarani de Goiás, Iaciara, Mambaí, Posse, São Domingos, Simolândia, Sítio d’Abadia |
| Süd-Goiás (Sul Goiano)        | Catalão                |       | Anhanguera, Campo Alegre de Goiás, Catalão, Corumbaíba, Cumari, Davinópolis, Goiandira, Ipameri, Nova Aurora, Ouvidor, Três Ranchos |
| Süd-Goiás (Sul Goiano)        | Meia Ponte             |       | Água Limpa, Aloândia, Bom Jesus de Goiás, Buriti Alegre, Cachoeira Dourada, Caldas Novas, Cromínia, Goiatuba, Inaciolândia, Itumbiara, Joviânia, Mairipotaba, Marzagão, Morrinhos, Panamá, Piracanjuba, Pontalina, Porteirão, Professor Jamil, Rio Quente, Vicentinópolis                                          |
| Süd-Goiás (Sul Goiano)        | Pires do Rio           |       | Cristianópolis, Gameleira de Goiás, Orizona, Palmelo, Pires do Rio, Santa Cruz de Goiás, São Miguel do Passa Quatro, Silvânia, Urutaí, Vianópolis |
| Süd-Goiás (Sul Goiano)        | Quirinópolis           |       | Cachoeira Alta, Caçu, Gouvelândia, Itajá, Itarumã, Lagoa Santa, Paranaiguara, Quirinópolis, São Simão |
| Süd-Goiás (Sul Goiano)        | Sudoeste de Goiás      |       | Aparecida do Rio Doce, Aporé, Caiapônia, Castelândia, Chapadão do Céu, Doverlândia, Jataí, Maurilândia, Mineiros, Montividiu, Palestina de Goiás, Perolândia, Portelândia, Rio Verde, Santa Helena de Goiás, Santa Rita do Araguaia, Santo Antônio da Barra, Serranópolis                                          |
| Süd-Goiás (Sul Goiano)        | Vale do Rio dos Bois   |       | Acreúna, Campestre de Goiás, Cezarina, Edealina, Edéia, Indiara, Jandaia, Palmeiras de Goiás, Palminópolis, Paraúna, São João da Paraúna, Turvelândia, Varjão |
| Nordwest-Goiás (Norte Goiano) | Aragarças              |       | Aragarças, Arenópolis, Baliza, Bom Jardim de Goiás, Diorama, Montes Claros de Goiás, Piranhas |
| Nordwest-Goiás (Norte Goiano) | Rio Vermelho           |       | Araguapaz, Aruanã, Britânia, Faina, Goiás, Itapirapuã, Jussara, Matrinchã, Santa Fé de Goiás |
| Nordwest-Goiás (Norte Goiano) | São Miguel do Araguaia |       | Crixás, Mozarlândia, Mundo Novo, Nova Crixás, Novo Planalto, São Miguel do Araguaia, Uirapuru |

| Mesoregion     | Mikroregion            | Fläche (km²) | %-Anteil | Einwohner 1980 | Einwohner 2005 | %-Anteil 2005 | BIP (R$1.000,00) in 2005 | %-Anteil 2005 |
| -------------- | ---------------------- | ------------ | -------- | -------------- | -------------- | ------------- | ------------------------ | ------------- |
| Zentral-Goiás  | Anápolis               | 8.387        | 2,4      | 350.317        | 517.221        | 9,4           | 3.851.580                | 7,6           |
| Zentral-Goiás  | Anicuns                | 5.483        | 1,6      | 101.813        | 100.759        | 1,8           | 694.825                  | 1,3           |
| Nordwest-Goiás | Aragarças              | 11.092       | 3,2      | 48.346         | 53.541         | 0,9           | 322.068                  | 0,6           |
| Süd-Goiás      | Catalão                | 15.239       | 4,4      | 90.159         | 133.156        | 2,4           | 3.352.117                | 6,6           |
| Zentral-Goiás  | Mikroregion Ceres      | 13.224       | 3,8      | 190.414        | 215.820        | 3,9           | 1.432.288                | 2,8           |
| Nord-Goiás     | Chapada dos Veadeiros  | 21.476       | 6,3      | 39.814         | 60.267         | 1,1           | 408.374                  | 0,8           |
| Ost-Goiás      | Entorno de Brasília    | 38.212       | 11,2     | 259.804        | 960.141        | 17,6          | 4.764.348                | 9,4           |
| Zentral-Goiás  | Goiânia                | 6.848        | 2,0      | 863.065        | 2.032.305      | 37,2          | 18.510.977               | 36,6          |
| Zentral-Goiás  | Iporá                  | 7.097        | 2,0      | 66.349         | 58.845         | 1,0           | 351.519                  | 0,6           |
| Süd-Goiás      | Meia Ponte             | 21.229       | 6,2      | 232.807        | 338.147        | 6,2           | 4.033.284                | 7,9           |
| Süd-Goiás      | Pires do Rio           | 9.450        | 2,7      | 69.081         | 90.327         | 1,6           | 788.161                  | 1,5           |
| Nord-Goiás     | Porangatu              | 35.287       | 10,3     | 198.609        | 220.794        | 4,0           | 1.874.454                | 3,7           |
| Süd-Goiás      | Quirinópolis           | 16.118       | 4,7      | 86.242         | 95.094         | 1,7           | 1.520.155                | 3,0           |
| Nordwest-Goiás | Rio Vermelho           | 20.277       | 5,9      | 87.039         | 86.362         | 1,5           | 663.131                  | 1,3           |
| Nordwest-Goiás | São Miguel do Araguaia | 24.472       | 7,2      | 61.463         | 76.625         | 1,4           | 696.474                  | 1,3           |
| Süd-Goiás      | Sudoeste de Goiás      | 56.293       | 16,5     | 224.540        | 397.387        | 7,3           | 5.497.824                | 10,8          |
| Süd-Goiás      | Vale do Rio dos Bois   | 13.654       | 4,0      | 82.414         | 107.317        | 1,9           | 1.336.258                | 2,6           |
| Ost-Goiás      | Vão do Paranã          | 17.453       | 5,1      | 68.849         | 102.927        | 1,8           | 438.245                  | 0,8           |